# МакКензі (Алабама)
МакКензі (англ. McKenzie) — місто (англ. town) в США, в округах Батлер і Конека штату Алабама. Населення — 507 осіб (2020).

## Географія
МакКензі розташоване за координатами 31°32′47″ пн. ш. 86°43′33″ зх. д. / 31.54639° пн. ш. 86.72583° зх. д. (31.546470, -86.725954).  За даними Бюро перепису населення США в 2010 році місто мало площу 9,69 км², з яких 9,64 км² — суходіл та 0,04 км² — водойми.

## Демографія
Згідно з переписом 2010 року, у місті мешкало 530 осіб у 228 домогосподарствах у складі 142 родин. Густота населення становила 55 осіб/км².  Було 257 помешкань (27/км²).
Расовий склад населення:
| - 67,7 % — білих - 29,8 % — чорних або афроамериканців - 0,4 % — корінних американців |

До двох чи більше рас належало 2,1 %. Частка іспаномовних становила 0,4 % від усіх жителів.
За віковим діапазоном населення розподілялося таким чином: 19,1 % — особи молодші 18 років, 64,7 % — особи у віці 18—64 років, 16,2 % — особи у віці 65 років та старші. Медіана віку мешканця становила 42,3 року. На 100 осіб жіночої статі у місті припадало 93,4 чоловіків;  на 100 жінок у віці від 18 років та старших — 92,4 чоловіків також старших 18 років.
Середній дохід на одне домашнє господарство  становив 39 220 доларів США (медіана — 31 500), а середній дохід на одну сім'ю — 50 108 доларів (медіана — 53 304). Медіана доходів становила 32 917 доларів для чоловіків та 27 014 долари для жінок. За межею бідності перебувало 22,5 % осіб, у тому числі 22,3 % дітей у віці до 18 років та 27,0 % осіб у віці 65 років та старших.
Цивільне працевлаштоване населення становило 211 осіб. Основні галузі зайнятості: виробництво — 37,9 %, роздрібна торгівля — 14,2 %, публічна адміністрація — 9,5 %, освіта, охорона здоров'я та соціальна допомога — 9,0 %.